# Новаківський Михайло
Миха́йло Новакі́вський (1871/1872 — 1941, Словацька Республіка) — український політик в Австро-Угорщині (посол до Галицького Сейму). Військовик доби Перших визвольних змагань, дипломат, правник, письменник. Один з організаторів Леґіону Українських Січових Стрільців. Член президії Української Національної Ради ЗУНР.
Молодший брат Степана Новаківського. Чоловік засновниці першого осередку ОУН на Закарпатті Стефанії Новаківської.

## Життєпис
Навчався на правничому факультеті Львівського університету, закінчив 1895 року. Працював адвокатом у Богородчанах. Обраний послом до Галицького крайового сейму (1913—1914 роки, IV курія, округ № 29 — Богородчанський повіт), входив до «Українського соймового клубу»).
У серпні 1914 року як старшина австрійського війська був переведений до Легіону УСС, звання — четар. З 1917 року комісар Поборової сотні.
У період ЗУНР (1918—1919) — комісар Скалатського повіту й член президії Української Національної Ради ЗУНР. Згодом член дипломатичної місії УНР у Варшаві. 
Після поразки тодішнього етапу визвольних змагань переїхав до Закарпаття, проживав в Ужгороді. Займав посаду заступника директора «Підкарпатського банку» з юридичних питань.
Був активним діячем «Просвіти».
У міжвоєнний час — громадський діяч у Словаччині та Карпатській Україні.
Після угорської окупації в березні 1939 року емігрував до Словаччини, де помер у 1941 році.